# Kis áldücskőgomba
A kis áldücskőgomba (Panellus stipticus) a kígyógombafélék családjába tartozó, Eurázsiában, Észak-Amerikában és Ausztráliában honos, lombos fák korhadó törzsén csoportosan élő, nem ehető gombafaj. Amerikai változata sötétben lumineszkál.

## Megjelenése
A kis áldücskőgomba kalapja 1,5-3,5 cm széles. Tönkje féloldalasan helyezkedik el. Alakja fiatalon domború, széle begöngyölt; idősen kiterül, benyomottá válik, széle hullámos, kissé bordázott lesz. Felszíne finoman bársonyos vagy kissé gyapjas. Színe okkeres-agyagszínű.
Húsa szívós, fehéres vagy halványbarna. Szaga nem jellegzetes, íze keserű.  
Lemezei sűrűn állnak, a tönk előtt élesen érnek véget; sok a féllemez és a villás elágazás. Színük halványbarna, a kalapéhoz hasonló. 
Tönkje 0,5-2 cm magas és 0,3-1 cm vastag. Excentrikus állású, nyomott. Színe valamivel világosabb a kalapénál, felülete finoman szemcsés.
Spórapora fehér. Spórája ellipszoid vagy közel kolbász formájú, sima, mérete 2,5–3 x 1–2 µm.

### Hasonló fajok
Hasonlíthat rá a kocsonyás kacskagomba, a sárgatönkű áldücskőgomba vagy a nyeletlen cölöpgomba.

## Elterjedése és termőhelye
Eurázsiában, Észak-Amerikában és Ausztráliában honos. Magyarországon gyakori.
Lombos fák (főleg tölgy, bükk, nyír; ritkábban fenyők) korhadó törzsén él, többnyire csoportosan. A faanyagban fehérkorhadást okoz. Egész évben megtalálható. 
Nem ehető. Véralvadást segítő anyagot tartalmaz. Észak-amerikai változatának lemezei sötétben zöldesen lumineszkálnak; Európában hasonló jelenséget nem figyeltek meg. 

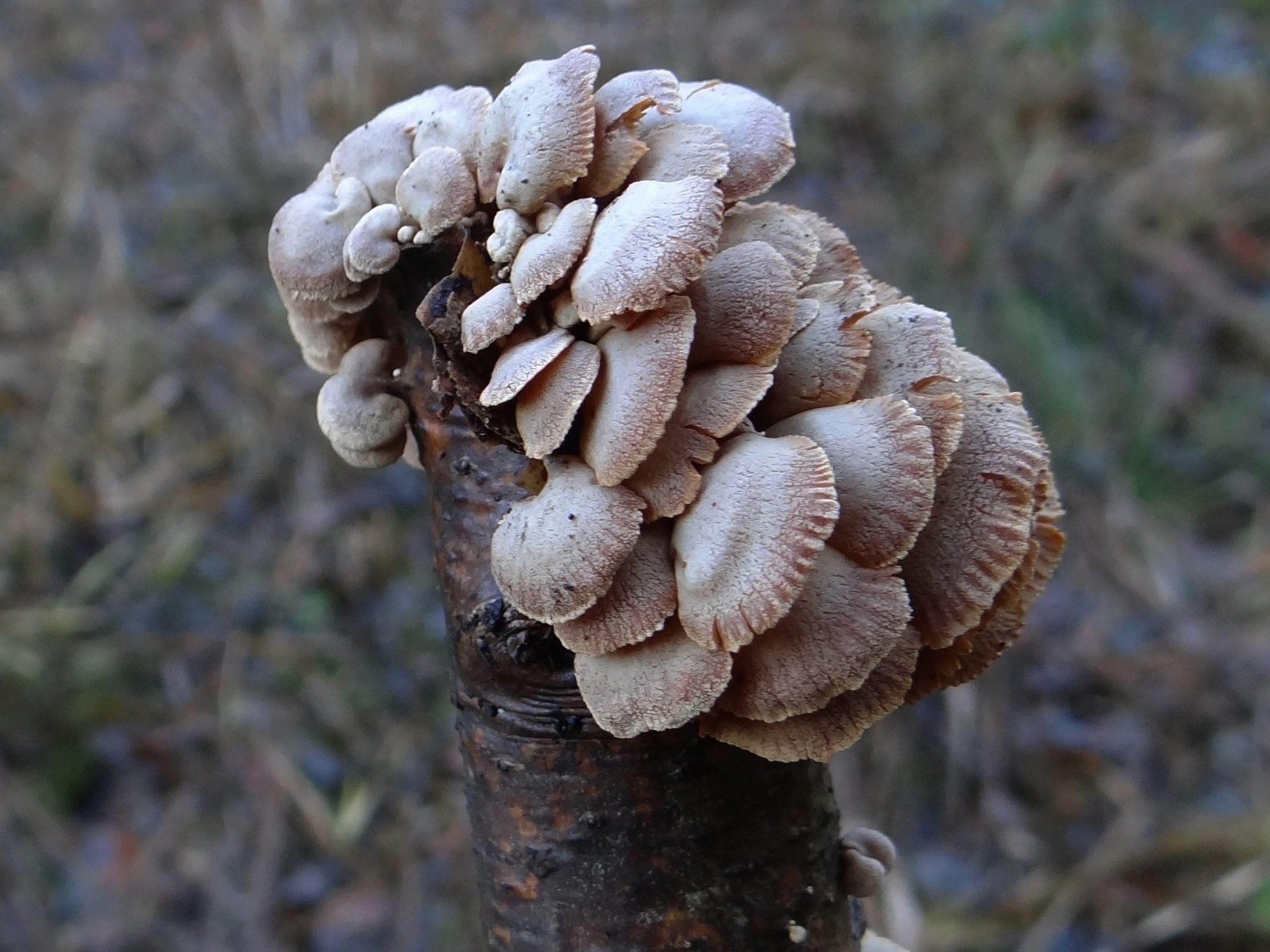
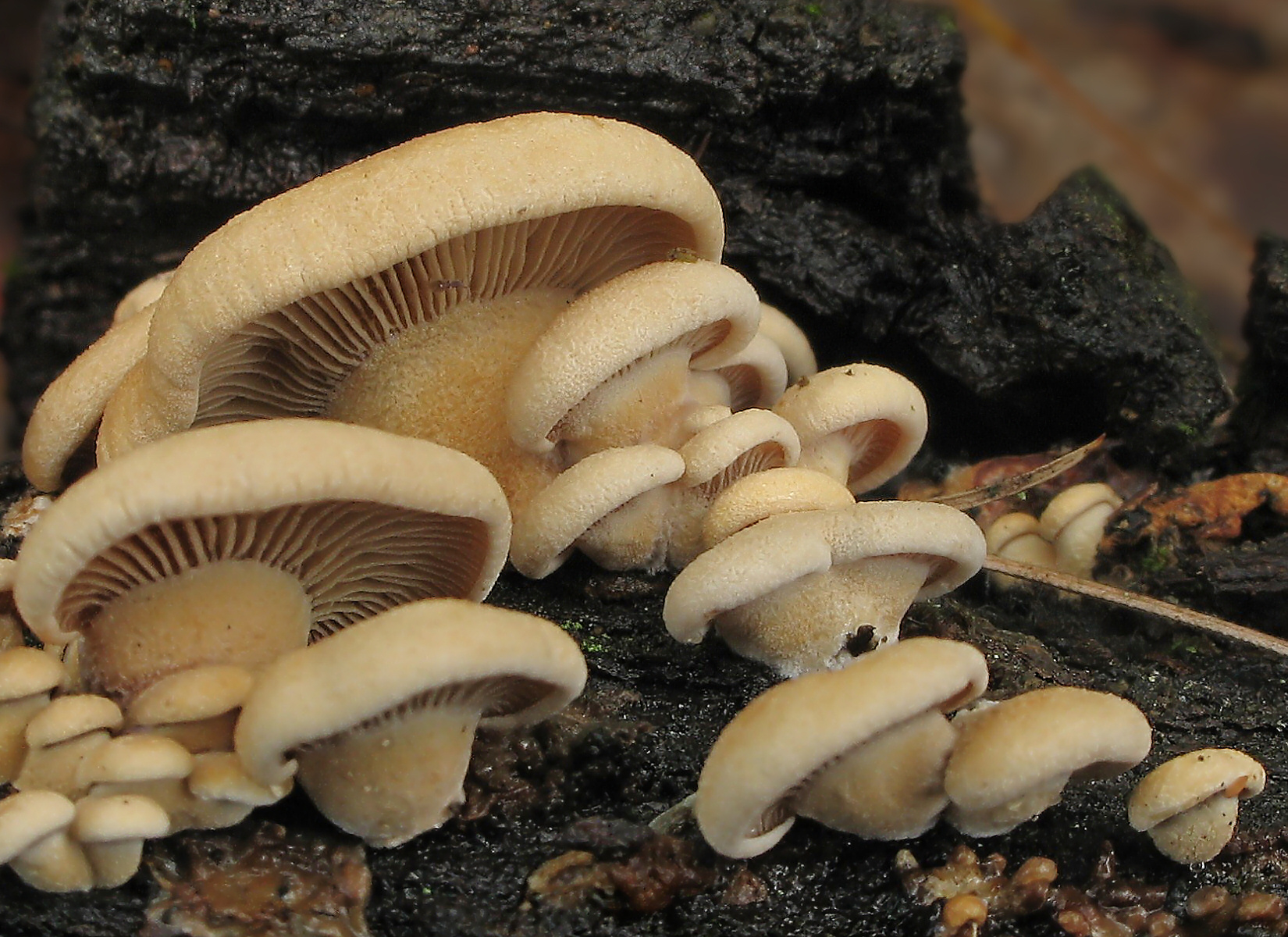
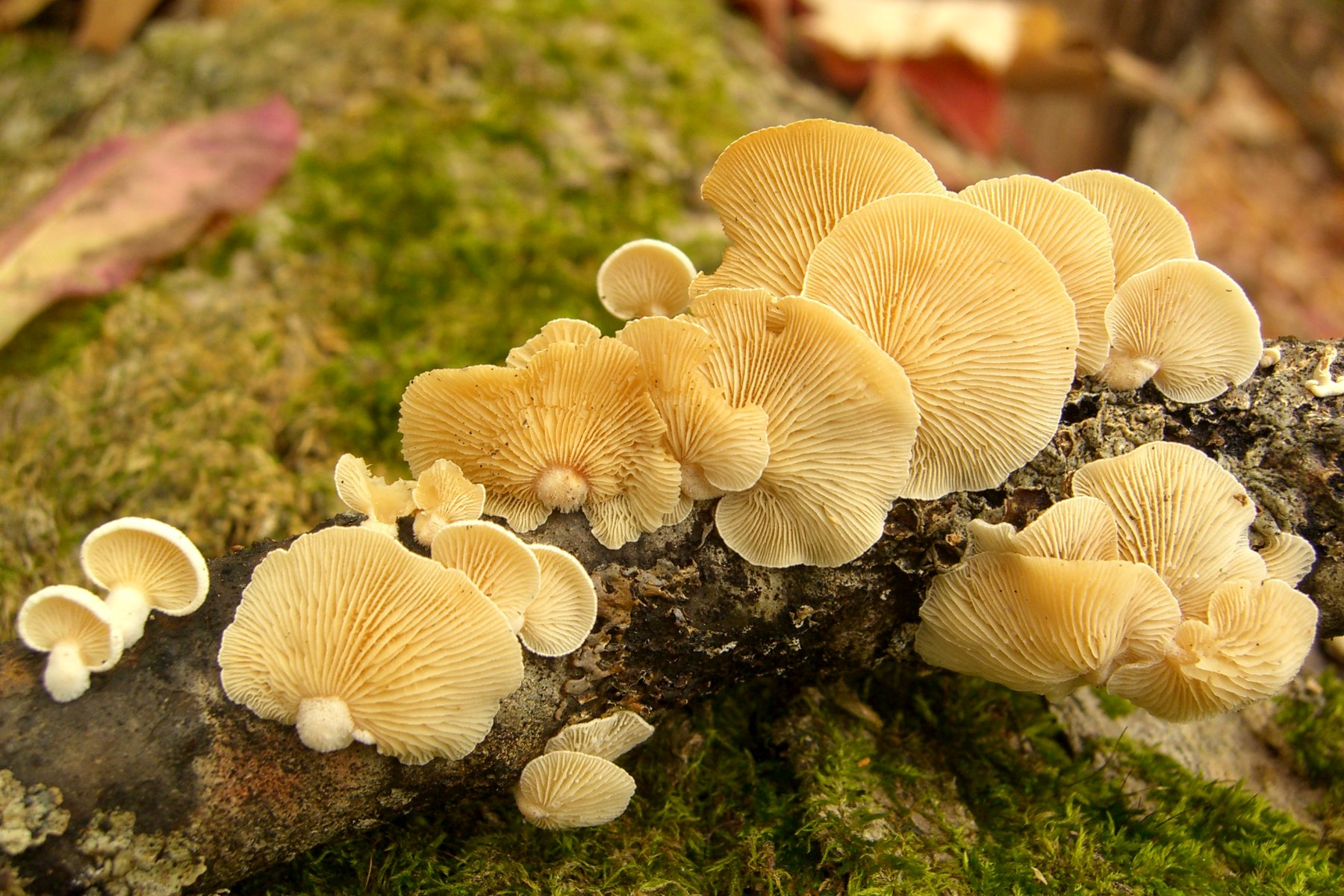
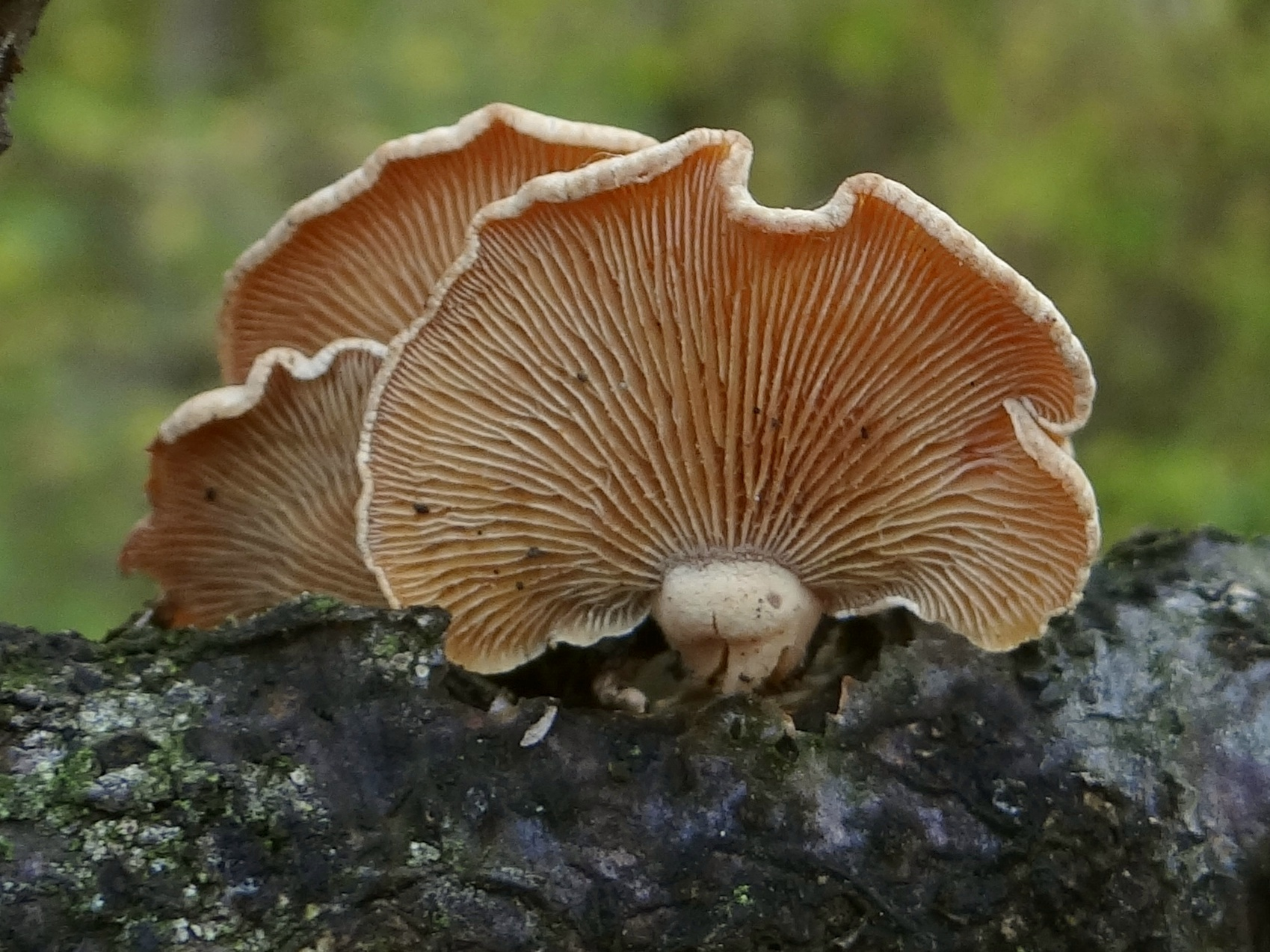
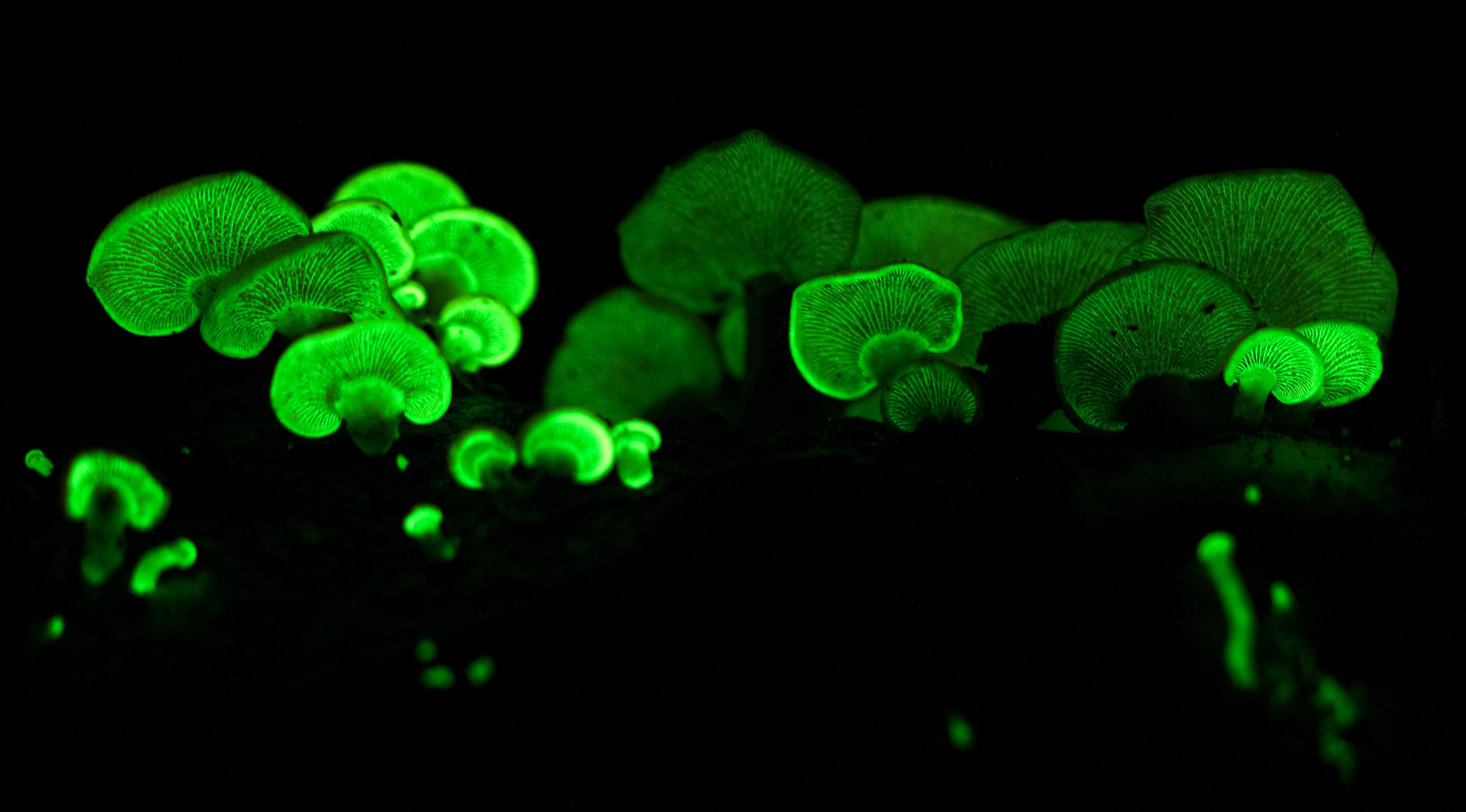